# Aria Giovanni

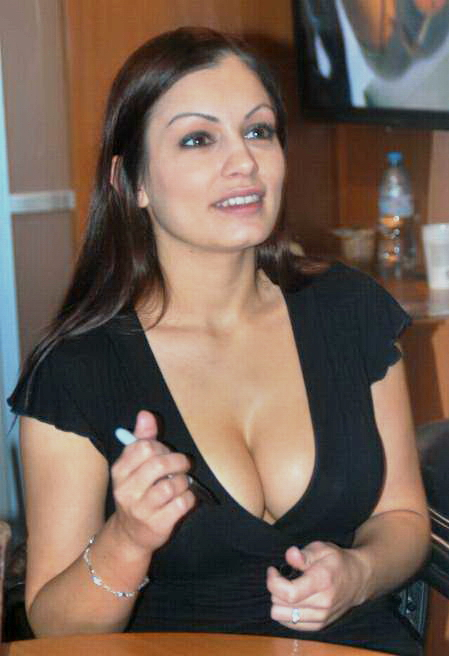
Aria Giovanni bei der AVN Expo (2005)

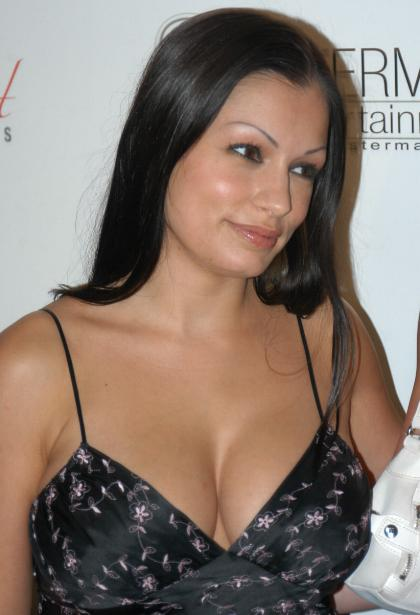
Aria Giovanni (2007)

Aria Giovanni (* 3. November 1977 in Los Angeles, Kalifornien, eigentlich Cindy Renee Volk) ist eine US-amerikanische Erotik-, Pornodarstellerin und Model.

## Leben
Aria Giovannis Vorfahren stammen aus Italien, Jugoslawien, Frankreich und Deutschland. Sie wuchs in Kalifornien unter ihrem bürgerlichen Namen Cindy Renée Volk in ungünstigen sozialen Verhältnissen auf. Giovanni besuchte die High School in Orange County, ging mit fünfzehn Jahren aufs College und studierte drei Jahre später am Junior College. Danach unterrichtete sie als College-Tutorin die Fächer Chemie, Biologie und Mathematik.
Anfang Oktober 1999 begann Giovanni als Model zu arbeiten. Bald erschienen ihre Bilder auf pornografischen Websites wie Amateur Pink, Busty Amateurs und Seductive Amateurs. 2000 wurde sie der Glamour-Fotografin Suze Randall vorgestellt. Mit von Randall gemachten Fotos wurde Aria Giovanni Pet of the Month des Penthouse-Magazins im Monat September 2000. Fotos von ihr erschienen auch auf Bondage-, Fetisch- und Aktkunstseiten. Sie ist eine der wenigen Darstellerinnen in der Branche, die keine Brustoperationen vornehmen ließ.
Im Jahr 2000 sammelte Giovanni in einer Ferrari-Werbung für Bomis.com erste Erfahrungen als Schauspielerin. Diese Karriere setzte sie fort, als sie 2001 als Monica Snatch im Spielfilm Survivors Exposed vor der Kamera stand, einer Parodie der Fernsehserie Survivor. Sie arbeitete mehrmals mit Andrew Blake zusammen, beispielsweise in Girlfriends, Aria, Blond & Brunettes, Justine, Adriana und Naked Diva. Die Filme zeigen Nacktdarstellungen und Aufnahmen von lesbischem Sex. Bislang (Stand: Juli 2009) machte sie keine Aufnahmen von Sex mit Männern.
Ende 2004 gewann Giovanni den Bomis Adult Model of the Year-Award. Im Jahr 2005 wurde sie für den AVN Award für die Best All Girls Scene im Film Naked Diva nominiert.
2005 heiratete sie John Lowery, den früheren Gitarristen der Rockband Marilyn Manson. Beide haben sich inzwischen scheiden lassen. Aria Giovanni lebt in Los Angeles.
In James Gunn’s PG Porn spielte sie neben Nathan Fillion die Hauptrolle im ersten Teil der Videoserie. Laut ihren eigenen Aussagen war ihr Kuss mit Nathan Fillion der erste Kuss mit einem Mann, der in ihrer Karriere auf Video festgehalten wurde.

## Auszeichnungen und Nominierungen
- Bomis Adult Model of the Year 2004
- Nominierung zum AVN Award als Best All Girls Scene 2005

## Filmografie (Auswahl)
- 2001: Aria
- 2001: Blond & Brunettes
- 2001: Survivors Exposed
- 2002: 13 Erotic Ghosts
- 2002: Girlfriends
- 2002: Justine
- 2003: Adriana
- 2004: Naked Diva
- 2010: "all my best..." Aria